# San Cayetano (kommun i Colombia, Cundinamarca, lat 5,33, long -74,08)
San Cayetano är en kommun i Colombia.   Den ligger i departementet Cundinamarca, i den centrala delen av landet, 80 km norr om huvudstaden Bogotá. Antalet invånare är 5 276. Arean är 304 kvadratkilometer.
Terrängen i San Cayetano är huvudsakligen bergig, men åt nordväst är den kuperad.